# تشوك تومبكينز
تشوك تومبكينز (بالإنجليزية: Chuck Tompkins)‏ (و. 1889 – 1975 م)هو لاعب كرة القاعدة من الولايات المتحدة الأمريكية .

## روابط خارجية
- تشوك تومبكينز على موقعبيزبول رفرنس.كوم (الدوري الرئيسي) (الإنجليزية)